# Yasmina Drissi
Yasmina Drissi i Sales (* 5. Oktober 2001 in Barcelona) ist eine spanische Schauspielerin.

## Leben und Karriere
Drissi wurde am 5. Oktober 2001 in Barcelona geboren. Sie studierte an der Escola Superior d’Art Dramàtic Eòlia. Ihr Debüt gab sie 2015 in dem Kurzfilm Gang. Anschließend trat sie 2019 in einer Folge in Polònia. Von 2019 bis 2020 bekam Drissi in der Serie The Hockey Girls eine Hauptrolle. Außerdem war sie 2020 in Altsasu zu sehen. Im selben Jahr wurde sie für den Film Daucus Carota gecastet. 2022 setzte sie ihre Karriere in Després de tu fort.
Drissi spricht fließend Katalanisch, Englisch, Spanisch und Arabisch.

## Filmografie
Filme
- 2020: Gang
- 2020: Daucus Carota

Serien
- 2019: Polònia
- 2019–2020: The Hockey Girls (Les de l'hoquei)
- 2020: Altsasu
- 2022: Després de tu